# Lev Vasilevski
Lev Petróvich Vasilevski (Kursk, 1904 - Moscú, 1979) fue un agente del NKVD soviético que, entre otras misiones, participó en la Guerra Civil española y en el asesinato de León Trotski.

## Primeros años
En la década de 1920, Vasilevski trabajó en labores de contrainteligencia en Georgia y, hasta 1936, formó parte de la OGPU - NKVD en la región de Transcaucasia, una región situada inmediatamente al sur de la región montañosa del Caucaso formada por Georgia, Azerbaiyán y Armenia.

## Guerra Civil Española

### El NKVD en España
En respuesta a la petición de ayuda cursada por el gobierno republicano a la Unión Soviética, Moscú nombra el 21 de agosto a Marcel Rosenberg, diplomático de carrera, como embajador en Madrid. En setiembre de 1936, le sigue el NKVD con un equipo escaso de agentes encabezados por Alexander Orlov, repartidos entre Madrid, Barcelona y Valencia. Dicho equipo estaba formado por dos componentes: 
Por un lado, un grupo de agentes "legales" que operaban con nombres falsos (bajo cobertura diplomática basada en trabajos ficticios en la embajada soviética) integrado por el propio Nikolsky/Orlov, Belkin/Belyáev, Syroezhkin/Pancho, Eitingon/Kótov y el propio Vasilevski, bajo el nombre de Grebetski, destinados permanentemente y complementados por otros agentes "temporales" que se quedaban en España entre unos meses y un año. 
Por otro, trabajando con los anteriores, tres agentes "ilegales", esto es, que operaban sin cobertura de la legación soviética: María Fortus, Iósif Grigulévich y el alemán Erich Tacke, usados sobre todo en "operaciones especiales" como el secuestro y asesinato de Andreu Nin. Además reclutaron colaboradores sobre el terreno, ya fuese españoles como Luis Lacasa o brigadistas como George Mink.
Aparte, y de manera autónoma, operaban otras ramas de la inteligencia soviética, en particular el GRU (inteligencia militar), cuya misión era ayudar al esfuerzo de guerra mediante asesores, especialistas (pilotos, oficiales navales) y la realización de labores de espionaje contra las tropas franquistas. Para ello contaba con muchos más medios, humanos y materiales, que el NKVD, cuya prioridad era la eliminación del "enemigo interno", entendido este como cualquier muestra de disidencia con respecto a la ortodoxia estalinista, especialmente el trotskismo y los anarquistas, a menudo al margen del aparato estatal republicano.

### Vasilevski en la Guerra Civil
Vasilevski es destinado a Valencia como lugarteniente de Grigori Syroyezhkin con la misión de crear una escuela de guerrillas dependiente del NKVD (en oposición a la ya operativa de Villanueva de la Serena, Córdoba, dirigida por la GRU). En 1937, la agrupación creada contaba con 150 hombres que operaban en la zona de La Mujer Muerta. Vasilevski participó personalmente, además, en misiones de infiltración tras las líneas enemigas: en 1938, por ejemplo, se sabe que desembarcó en Mallorca desde el submarino republicano C-4, comandado por el teniente de navío soviético Iván Burmístrov.
Tras la deserción de Nikolsky/Orlov en julio de 1938, Moscú desmanteló el equipo original del NKVD en España: Syroezhkin y Belkin fueron llamados de vuelta a la Unión Soviética (donde el primero fue ejecutado y el segundo expulsado del servicio). Eitingon pasó a coordinar las operaciones y Vasilevski permaneció con él hasta el final del conflicto, pasando a Francia tras el derrumbamiento republicano. 

## Francia, Turquía y México
En 1939, bajo el alias de Lev Aleksándrovich Tarásov y con el cargo ficticio de Cónsul General de la Unión Soviética en París, Vasilevski es nombrado "Rezident" del NKVD en Francia, esto es, el máximo responsable de las operaciones de espionaje en el país. Su principal misión fue facilitar la operación UTKA, en coordinación con la delegación del NKVD en Nueva York, consistente en el asesinato de León Trotski, entonces refugiado en México. Por su participación recibió la Orden de la Bandera Roja.
En 1941, tras la caída de Francia, es destinado a Turquía como jefe de la "rezidentura" del NKVD en Ankara. En 1943, tras la apertura de la embajada soviética en México y siempre bajo el pseudónimo de Tarásov, es destinado a dicho país con el encargo de posibilitar la excarcelación de Ramón Mercader, que cumplía prisión tras ser condenado por el asesinato de Trotski. La operación fue un fracaso y, como consecuencia, en agosto de 1944, Vasilevski fue denunciado a Moscú por el responsable del NKVD en San Francisco, acusándolo de haber alquilado una lujosa mansión como residencia, de tener criados a su servicio y de pasar el tiempo "criando loros, ánades y otras aves". Aunque la denuncia no tuvo consecuencias, Vasilevski fue llamado de vuelta a Moscú a finales de 1945.

## Caída en desgracia y últimos años
A su vuelta en la Unión Soviética, es nombrado segundo jefe del Directorio de Ilegales (que coordinaba a todos los agentes que operaban sin cobertura diplomática) y más tarde pasa a ser jefe del Departamento de Inteligencia Técnica y Científica. Por último, es ascendido, gracias a su experiencia en España, a subjefe del 9º Departamento, encargado de subversión y sabotaje en el extranjero. En 1953, tras la muerte de Stalin, cae en desgracia y es expulsado del KGB aunque, a diferencia de muchos de sus colegas -como Etingon- no pasó por prisión.
En 1959, fue readmitido en el Partido Comunista de la Unión Soviética y se dedicó a escribir libros de memorias. 
Murió en el año 1979 en Moscú. 